# Statistiche della Coppa del Mondo di rugby femminile
Nella presente pagina figurano le statistiche della Coppa del Mondo di rugby femminile, competizione istituita nel 1991, aggiornate a tutta l’edizione della Coppa del Mondo 2021.

## Statistiche di squadra
È la Nuova Zelanda la nazionale più titolata della Coppa del Mondo femminile: con 6 vittorie, quattro delle quali consecutive tra il 1998 e il 2010, ha vinto il doppio dei titoli della sua controparte maschile, gli All Blacks, fermi a 3 campionati del mondo.
Il successo più recente è quello alla Coppa del Mondo 2021 (disputatasi nel 2022 a causa dei rinvii dovuti alla pandemia di COVID-19) ottenuto in finale contro l'Inghilterra; singolarmente, quella con le britanniche è al 2022 la finale più disputata, cinque volte su nove edizioni, e in tutte le occasioni vinte dalle Black Ferns.
L'Inghilterra ha vinto due volte la Coppa, sempre contro avversarie del Nord America: nel 1994 gli Stati Uniti, nel 2014 il Canada.
Ancora l'Inghilterra, tra le onnipresenti alla Coppa (8 presenze su 8 edizioni), ha sempre raggiunto la finale, tranne che nel 1998 quando, sconfitta in semifinale, giunse al terzo posto, al 2022 il suo peggior risultato nella competizione.

### Prestazioni di squadra

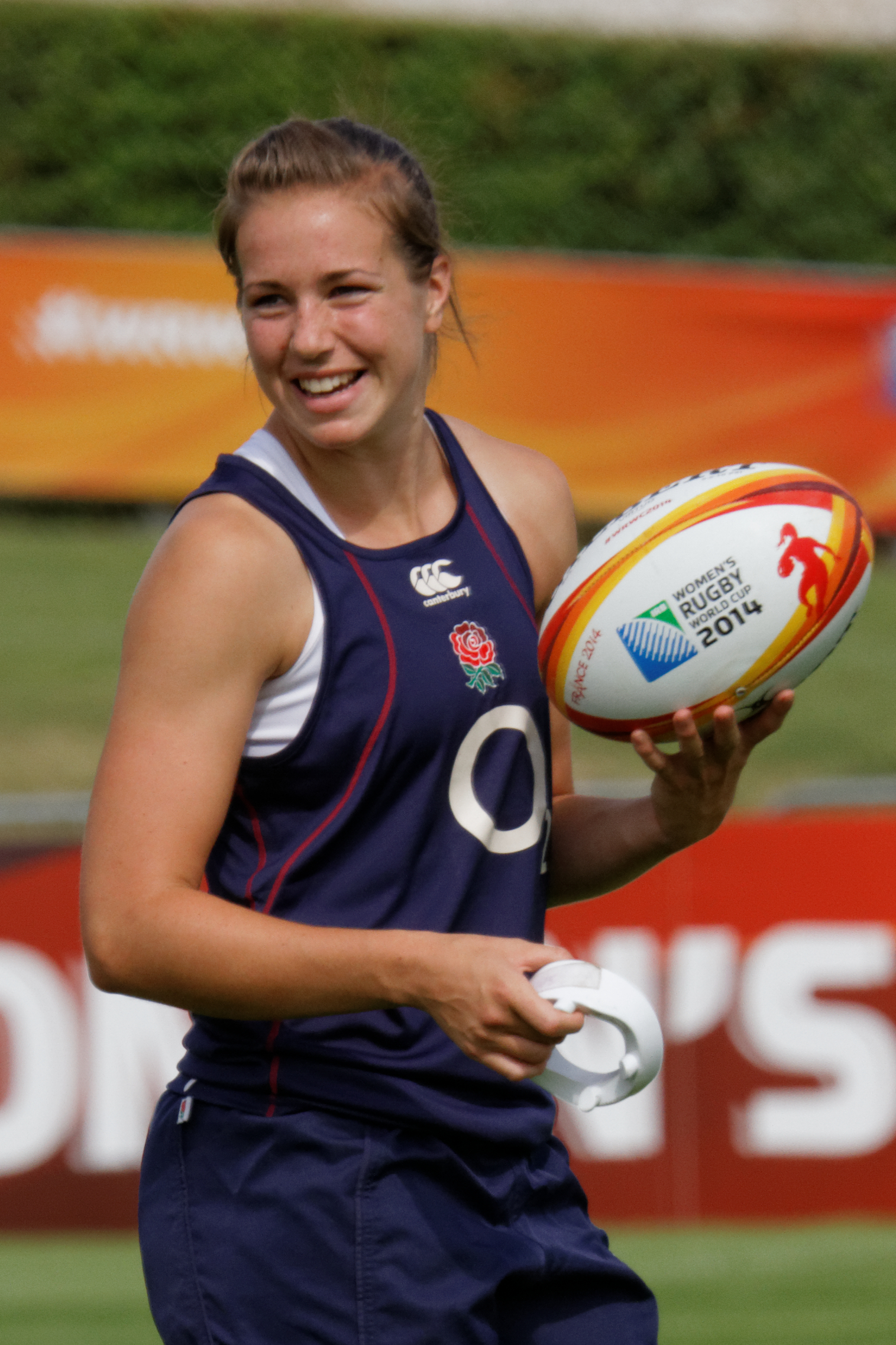
L’inglese Emily Scarratt, campionessa del mondo nel 2014 e miglior realizzatrice di tale edizione con 70 punti

| Squadra                                                     | Presenze | 1991 | 1994 | 1998 | 2002 | 2006 | 2010 | 2014 | 2017 | 2021 |
| ----------------------------------------------------------- | -------- | ---- | ---- | ---- | ---- | ---- | ---- | ---- | ---- | ---- |
| Australia                                                   | 7        | —    | —    | 5ª   | 5ª   | 7ª   | 3ª   | 7ª   | 6ª   | QF   |
| Canada                                                      | 9        | 5ª   | 6ª   | 4ª   | 4ª   | 4ª   | 6ª   | 2ª   | 5ª   | 4ª   |
| Figi                                                        | 1        | —    | —    | —    | —    | —    | —    | —    | —    | EG   |
| Francia                                                     | 9        | 3ª   | 3ª   | 8ª   | 3ª   | 3ª   | 4ª   | 3ª   | 3ª   | 3ª   |
| Galles                                                      | 8        | 9ª   | 4ª   | 11ª  | 10ª  | —    | 9ª   | 8ª   | 7ª   | QF   |
| Germania                                                    | 2        | —    | —    | 14ª  | 16ª  | —    | —    | —    | —    | —    |
| Giappone                                                    | 5        | 9ª   | 8ª   | —    | 13ª  | —    | —    | —    | 11ª  | EG   |
| Hong Kong                                                   | 1        | —    | —    | —    | —    | —    | —    | —    | 12ª  | —    |
| Inghilterra                                                 | 9        | 2ª   | 1ª   | 3ª   | 2ª   | 2ª   | 2ª   | 1ª   | 2ª   | 2ª   |
| Irlanda                                                     | 7        | —    | 7ª   | 10ª  | 14ª  | 8ª   | 7ª   | 4ª   | 8ª   | —    |
| Italia                                                      | 5        | 7ª   | —    | 12ª  | 12ª  | —    | —    | —    | 9ª   | QF   |
| Kazakistan                                                  | 6        | —    | 9ª   | 9ª   | 11ª  | 11ª  | 11ª  | 12ª  | —    | —    |
| Nuova Zelanda                                               | 8        | 3ª   | —    | 1ª   | 1ª   | 1ª   | 1ª   | 5ª   | 1ª   | 1ª   |
| Paesi Bassi                                                 | 3        | 7ª   | —    | 13ª  | 15ª  | —    | —    | —    | —    | —    |
| Russia                                                      | 2        | —    | 11ª  | 16ª  | —    | —    | —    | —    | —    | —    |
| Samoa                                                       | 3        | —    | —    | —    | 9ª   | 10ª  | —    | 11ª  | —    | —    |
| Scozia                                                      | 6        | —    | 5ª   | 6ª   | 6ª   | 6ª   | 8ª   | —    | —    | EG   |
| Spagna                                                      | 6        | 6ª   | —    | 6ª   | 8ª   | 9ª   | —    | 9ª   | 10ª  | —    |
| Stati Uniti                                                 | 9        | 1ª   | 2ª   | 2ª   | 7ª   | 5ª   | 5ª   | 6ª   | 4ª   | QF   |
| Sudafrica                                                   | 4        | —    | —    | —    | —    | 12ª  | 10ª  | 10ª  | —    | EG   |
| Svezia                                                      | 4        | 9ª   | 10ª  | 15ª  | —    | —    | 12ª  | —    | —    | —    |
| Unione Sovietica                                            | 1        | 9ª   | —    | —    | —    | —    | —    | —    | —    | —    |
| LEGENDA: EG = Eliminazione ai gironi; QF = Quarti di finale |          |      |      |      |      |      |      |      |      |      |

## Statistiche individuali

### Punteggi
| Edizione | Miglior realizzatrice di punti | Miglior realizzatrice di mete    |
| -------- | ------------------------------ | -------------------------------- |
| 1991     | n/a                            | n/a                              |
| 1994     | n/a                            | n/a                              |
| 1998     | Annaleah Rush (73)             | Minke Docter (9)                 |
| 2002     | Tammi Wilson (73)              | Sue Day (9)                      |
| 2006     | Heather Moyse (35)             | Heather Moyse (7)                |
| 2010     | Kelly Brazier (48)             | Carla Hohepa Heather Moyse (7)   |
| 2014     | Emily Scarratt (70)            | Shakira Baker Selica Winiata (6) |
| 2017     | Portia Woodman (65)            | Portia Woodman (13)              |
| 2021     | Emily Scarratt (44)            | Portia Woodman (7)               |

### Plurivincitrici
La Nuova Zelanda vanta 38 plurivincitrici della Coppa avendone vinte quattro consecutivamente e altre due a distanza di due edizioni dalla penultima; di esse, tre sono quadricampionesse, per la precisione Monalisa Codling e Anna Richards, campionesse consecutivamente dal 1998 al 2010, e di Fiao’o Fa’amausili, che in comune con le citate vanta tre vittorie tra il 2002 al 2010 e un'ulteriore conquista nel 2017.

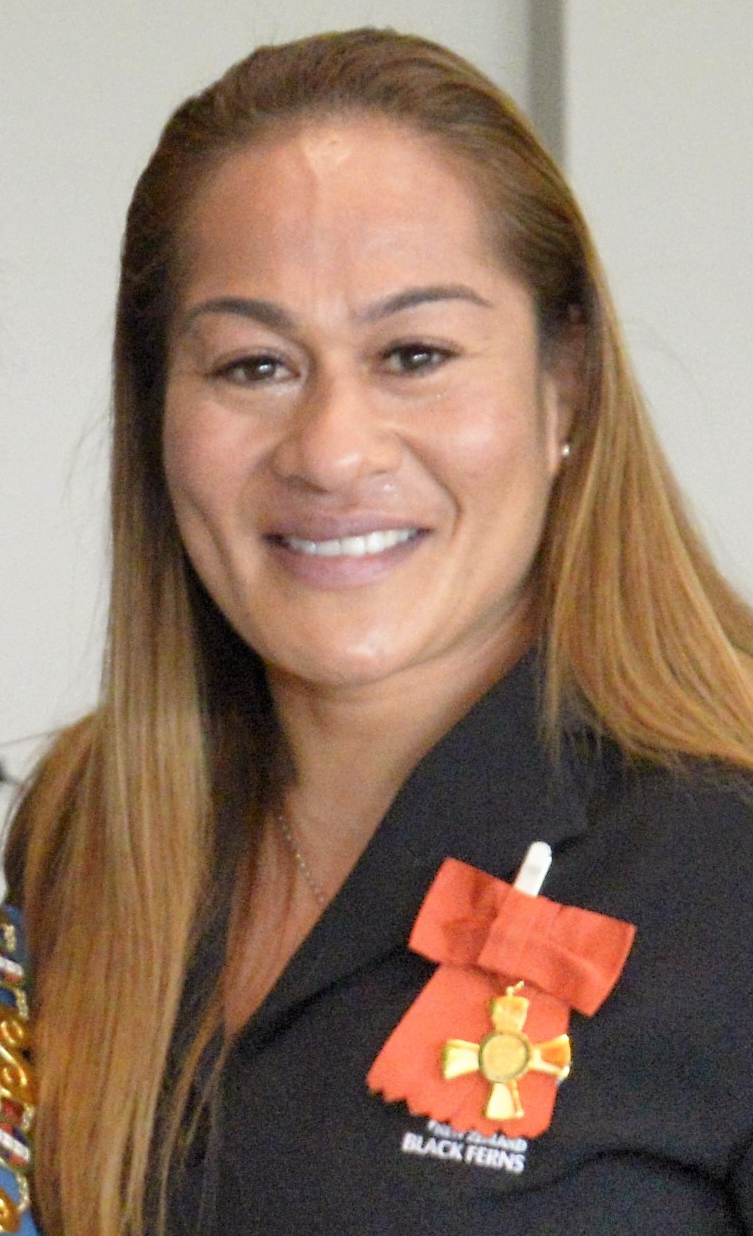
Fiao’o Fa’amausili, qui insignita dell’ordine al merito della Nuova Zelanda, vincitrice di quattro Coppe

| Vittorie | Giocatrice                | Edizioni               |
| -------- | ------------------------- | ---------------------- |
| 4        | Monalisa Codling          | 1998, 2002, 2006, 2010 |
| 4        | Anna Richards             | 1998, 2002, 2006, 2010 |
| 4        | Fiao’o Fa’amausili        | 2002, 2006, 2010, 2017 |
| 3        | Rochelle Martin           | 1998, 2002, 2006       |
| 3        | Farah Palmer              | 1998, 2002, 2006       |
| 3        | Exia Shelford-Edwards     | 1998, 2002, 2006       |
| 3        | Victoria Heighway         | 2002, 2006, 2010       |
| 3        | Emma Jensen               | 2002, 2006, 2010       |
| 3        | Casey Robertson           | 2002, 2006, 2010       |
| 3        | Linda Itunu               | 2006, 2010, 2017       |
| 3        | Kendra Cocksedge          | 2010, 2017, 2021       |
| 3        | Renee Wickliffe           | 2010, 2017, 2021       |
| 2        | Vanessa Cootes            | 1998, 2002             |
| 2        | Monique Hirovanaa         | 1998, 2002             |
| 2        | Dianne Kahura             | 1998, 2002             |
| 2        | Fiona King                | 1998, 2002             |
| 2        | Melodie Robinson          | 1998, 2002             |
| 2        | Annaleah Rush             | 1998, 2002             |
| 2        | Regina Sheck              | 1998, 2002             |
| 2        | Suzy Shortland            | 1998, 2002             |
| 2        | Cheryl Waaka              | 1998, 2002             |
| 2        | Tammi Wilson              | 1998, 2002             |
| 2        | Hannah Myers-Porter       | 2002, 2006             |
| 2        | Amiria Rule               | 2002, 2006             |
| 2        | Helen Va’aga              | 2002, 2006             |
| 2        | Melodie Ngatai-Bosman     | 2006, 2010             |
| 2        | Victoria Blackledge-Grant | 2006, 2010             |
| 2        | Rebecca Hull-Mahoney      | 2006, 2010             |
| 2        | Huriana Manuel            | 2006, 2010             |
| 2        | Melissa Ruscoe            | 2006, 2010             |
| 2        | Kelly Brazier             | 2010, 2017             |
| 2        | Carla Hohepa              | 2010, 2017             |
| 2        | Aroha Savage              | 2010, 2017             |
| 2        | Theresa Fitzpatrick       | 2017, 2021             |
| 2        | Stacey Fluhler            | 2017, 2021             |
| 2        | Sarah Hirini              | 2017, 2021             |
| 2        | Hazel Tubic               | 2017, 2021             |
| 2        | Charmaine McMenamin       | 2017, 2021             |
| 2        | Portia Woodman            | 2017, 2021             |